# الدوري الجنوبي لكرة القدم 1929–30
الدوري الجنوبي لكرة القدم 1929–30 (بالإنجليزية: 1929–30 Southern Football League)‏ هو موسم من الدوري الجنوبي الممتاز. فاز فيه نادي ألدرشوت.